# Х'юстон-стріт
Хаустон-стріт (англ. Houston (Houstoun) Street) — головна східно-західна магістраль Нижнього Манхеттена в Нью-Йорку, США. Проходить по всій ширині острова Манхеттен, від Іст-Рівер-Драйв вздовж Іст-Ривер на сході до Вест-сайдського шосе вздовж річки Гудзон на заході. Вулиця розділена Бродвеєм на західну та східну частини.
Хаустон-стріт зазвичай служить кордоном між нейборгудами на Іст-сайді — Альфабет-Сіті, Іст-Вілледж, Нохо, Гринвіч-Вілледж і Вест-Вілледж на півночі а також Нижнім Іст-Сайдом. Більша частина Бауері, Ноліта та Сохо на півдні. Числова сітка найменувань вулиць на Манхеттені, створена як частина Генеральний план Мангеттена 1811 року, починається безпосередньо на північ від Хаустон-стріт з 1-ї вулиці на авеню А.
Вулиця була названа на честь Вільяма Хаустона, в той час як місто Г'юстон названо на честь Сема Г'юстона.

## Історія

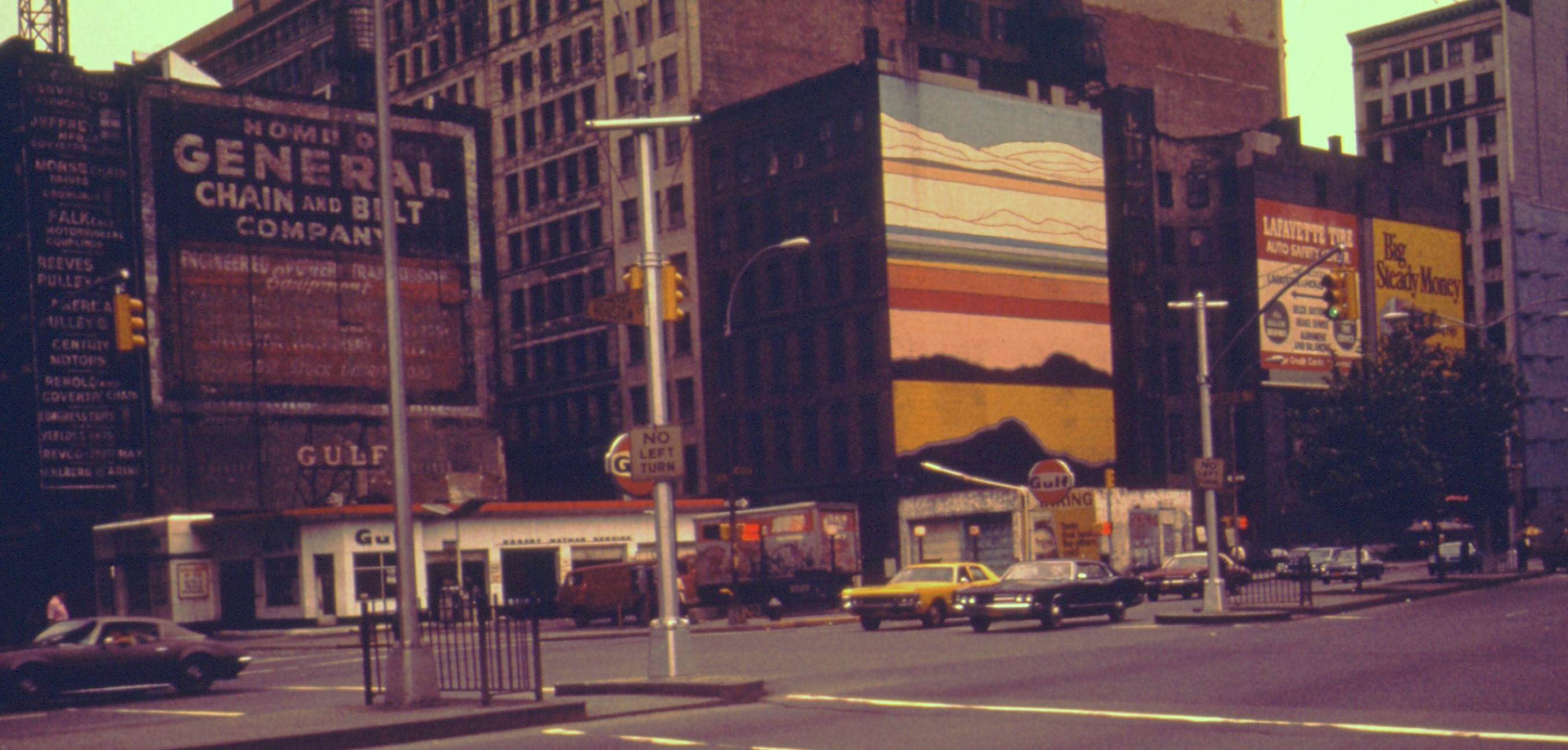
Хаустон-стріт на перетині Лафайєт-стріт у 1974 році

Хаустон-стріт названа на честь Вільяма Хаустона, який був делегатом від штату Джорджія на Континентальному конгресі з 1784 по 1786 рік і на Конституційному з'їзді в 1787 році. Вулицю охрестив Ніколас Байярд (нар. 1736), чия донька, Мері, була одружена з Хаустоном у 1788 році. Пара познайомилася, коли Хаустон, член стародавнього аристократичного шотландського роду, служив у Конгресі. Байярд проклав вулицю через тракт, яким він володів, неподалік від Канал-стріт, на якій він жив, а пізніше місто розширило його, включивши Норд-стріт, північну межу східної сторони Нью-Йорка на початку 19 століття.